# Cyril Ramaphosa
Matamela Cyril Ramaphosa (Joanesburgo, 17 de novembro de 1952) é um político, empresário, ativista e ex-líder sindical sul-africano, e o quinto e atual presidente de seu país desde 2018.
Foi vice-presidente do governo do presidente Jacob Zuma, de 25 de maio de 2014 até 14 de fevereiro de 2018, quando Zuma renunciou à presidência. Mais tarde foi eleito presidente do Congresso Nacional Africano (ANC) na Conferência Nacional do ANC em dezembro de 2017. Ramaphosa é o ex-presidente da Comissão Nacional de Planejamento, responsável pelo planejamento estratégico para o futuro do país, com o objetivo de reunir a África do Sul "em torno de um conjunto comum de objetivos e prioridades para impulsionar o desenvolvimento a longo prazo". Ramaphosa foi eleito presidente da Assembleia Nacional para seu primeiro mandato completo em 22 de maio, após a vitória do ANC nas eleições gerais da África do Sul para 2019. Em 2020, Ramaphosa começou a servir como Presidente pro tempore da União Africana.
Ramaphosa recebeu o Prémio Olof Palme em Estocolmo, em 1987.
Em 2007, foi listado pela revista Time como uma das 100 pessoas mais influentes daquele ano no mundo.

## Carreira política

### Secretário-geral do CNA
Subsequente à sua eleição como secretário-geral do Congresso Nacional Africano em 1991, Ramaphosa tornou-se líder da equipe de negociação do partido no processo de encerramento do Apartheid. Nas primeiras eleições democráticas do país, em 1994, Ramaphosa foi eleito membro do parlamento e, posteriormente, eleito presidente da Assembleia Constituinte, desempenhando papel importante na formação da unidade nacional sul-africana.
Após sua derrota na eleição presidencial para Thabo Mbeki, Ramaphosa afastou-se da vida pública e passou a atuar no setor privado como diretor da New Africa Investments Limited. Em 1997, no entanto, recebeu a maioria de votos para integrar o Comitê Executivo do Congresso Nacional Africano. Apesar de não ter se envolvido com o Partido Comunista Sul-Africano, Ramaphosa afirmou à época ser um socialista.
A imprensa especulou profundamente sobre sua possível concorrência à presidência do partido em 2007, antes das eleições presidenciais de 2009. Contudo, Ramaphosa afirmou não estar interessado no cargo. Em 2 de setembro de 2007, o jornal The Sunday Times publicou uma matéria afirmando que o política estaria na corrida presidencial. Na mesma noite, Ramaphosa publicou uma nota oficial reafirmando não estar concorrendo como presidente. Em dezembro, Ramaphosa foi novamente eleito ao Comitê Executivo do partido, com pouco mais de 1.900 votos.
Em 20 de maio de 2012, Derek Hanekom sugeriu que Ramaphosa disputasse as eleições pela presidência do partido, afirmando que "nós precisamos de líderes do calibre do Companheiro Cyril. Sei que Cyril é muito bom nos negócios, mas eu realmente gostaria que ele almejasse uma posição muito mais alta e de maior peso". Apesar da repercussão da declaração, Ramaphosa respondeu friamente: "Você não pode ler qualquer coisa. Ele estava brincando."
Em 17 de dezembro de 2012, Ramaphosa foi oficializado como candidato à Vice-presidência, contando com forte apoio da base eleitoral de Jacob Zuma. No dia seguinte, assumiu o cargo de vice-presidente do partido após receber mais de 3 mil votos contra 470 votos de Mathews Phosa e 463 votos de Tokyo Sexwale.

### Vice-presidente
Em 25 de maio de 2014, Ramaphosa foi nomeado à vice-presidência do país por Jacob Zuma. Após sua nomeação e juramento de posse, Ramaphosa assumiu a Liderança dos Assuntos do Governo na Assembleia Nacional de acordo com a Seção 91 da Constituição do país, passando a ter como incumbências as questões internas do executivo nacional perante o Parlamento e a programação das questões parlamentares iniciados pelo executivo nacional. Em 3 de junho, Zuma anunciou Ramaphosa como Presidente da Comissão Nacional de Planejamento.
Em julho de 2014, Ramaphosa conclamou para uma unidade do povo sul-africano, após Julius Malema defender o corte da letra em língua africâner do hino nacional. "Nós pretendemos construir uma nação e devemos estender uma mão de amizade, uma mãe de reconciliação contínua àqueles que sentem que o hino nacional não os representa mais, e isto pode ocorrer de ambos os lados".

## Presidente da África do Sul (2018-presente)

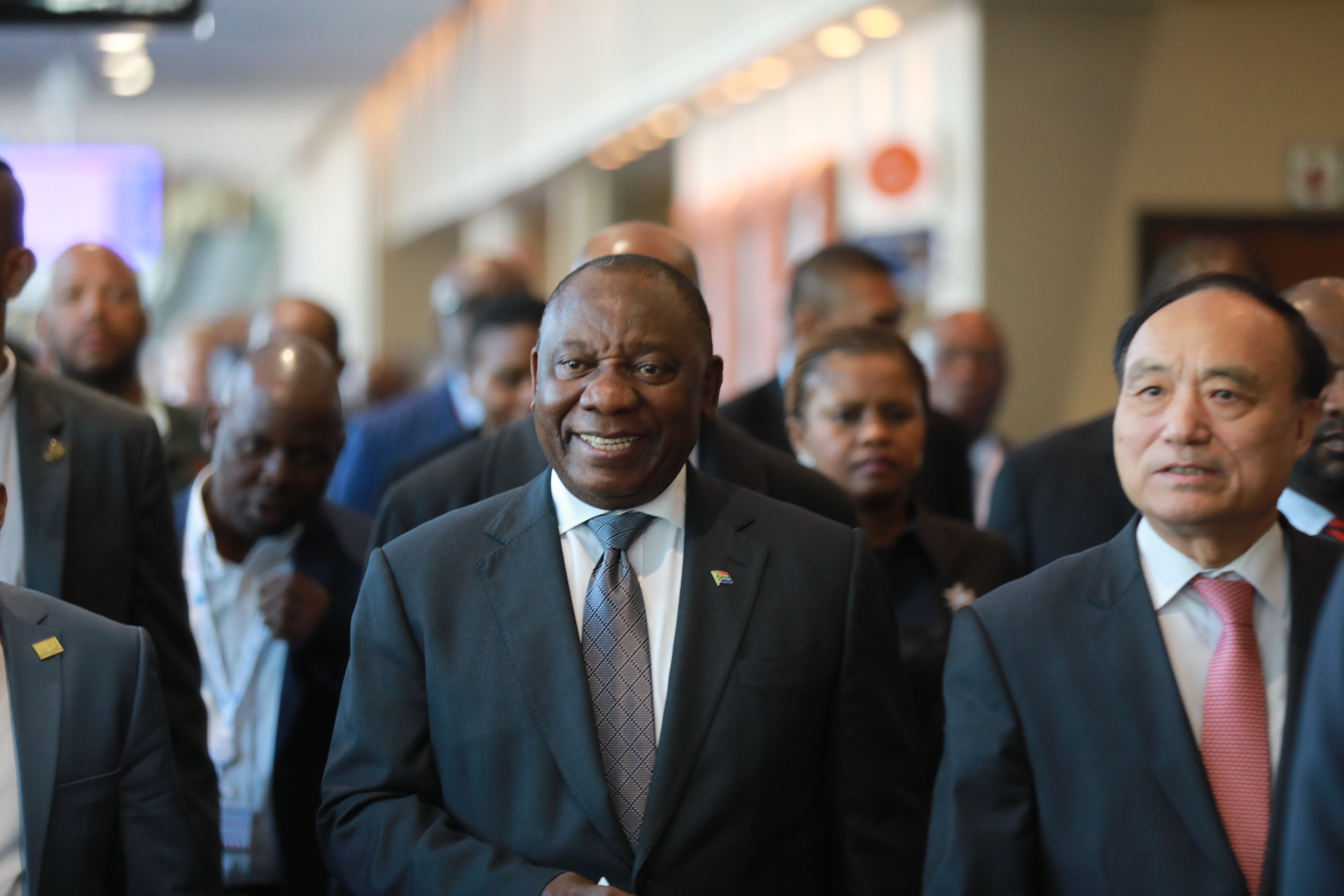
Ramaphosa visita o evento tecnológico ITU Telecom World 2018 da União Internacional de Telecomunicações, em Durban, 2018.

Após a renúncia de Jacob Zuma em fevereiro de 2018, Ramaphosa foi eleito sem oposição como o novo Presidente da África do Sul pela Assembleia Nacional em 15 de fevereiro do mesmo ano. No mesmo dia, Ramaphosa prestou seu juramento ao cargo perante o Chefe de Justiça Mogoeng Mogoeng durante cerimônia de posse em Tuynhuys, residência de veraneio da Presidência sul-africana na Cidade do Cabo.
Em 16 de fevereiro, Ramaphosa concedeu seu primeiro discurso ao Parlamento da África do Sul como Presidente do país, sendo a primeira vez na história democrática do país em que o chefe de Estado discursa na abertura do Parlamento sem a presença de um Vice-presidente. Na ocasião, Ramaphosa enfatizou a necessidade de crescimento econômico, fortalecimento do turismo e de empregabilidade para as camadas mais jovens da população além de defender uma redução no número de ministérios de Estado. O Presidente focou também na importância do prosseguimento ao legado de Nelson Mandela.
O discurso de Ramaphosa ao Parlamento sul-africano foi visto de maneira positiva pela população, incluindo lideranças de partidos opositores que classificaram o tom do Presidente como alerta de mudanças e manutenção da paz a nível nacional. No mesmo dia da posse e do discurso, o mercado sul-africano disparou com a maior subida de ações desde 2015.
Em 26 de fevereiro, Ramaphosa reformulou o Gabinete de governo sul-africano pela primeira vez, exonerando ministros de Estado envolvidos em questões controversas durante a presidência de Jacob Zuma e também os que possuíam laços estreitos com a família Gupta. Ramaphosa também nomeou o então vice-presidente do Congresso Nacional Africano e Governador de Mpumalanga, David Mabuza, como o novo Vice-presidente do país.
Em sua primeira viagem diplomática internacional, Ramaphosa foi recebido em Luanda pelo Presidente de Angola João Lourenço por ocasião da reunião de cúpula da Comunidade de Desenvolvimento da África Austral. A visita foi considerada simbólica de um novo panorama político para ambos os países, uma vez que Lourenço é o primeiro chefe de Estado angolano eleito após mais de três décadas de governo de José Eduardo dos Santos.
Em 8 de maio de 2019, o Congresso Nacional Africano - liderado pelo presidente - recebeu 57,6% dos votos nas eleições gerais sul-africanas. Em 22 de maio, Ramaphosa foi subsequentemente confirmado sem oposição para seu primeiro mandato presidencial pleno. Como já havia sido eleito meses antes apenas para assumir o cargo vago de Zuma, Ramaphosa é ainda constitucionalmente elegível para servir ainda dois mandatos à frente do país.
Em 19 de julho, o procurador público Busisiwe Mkhwebane publicou um relatório afirmando que Ramaphosa havia intencionalmente induzido o Parlamento sul-africano sobre as controversas doações de Bosasa à sua campanha eleitoral de 2017, quando disputou a presidência de seu partido. Mosiuoa Leko, líder do Congresso do Povo, defendeu o impeachment de Ramaphosa enquanto Mmusi Maimane, do Aliança Democrática, sugeriu o estabelecimento de uma comissão para apurar efetivamente as acusações.  Em 21 de julho, o presidente sul-africano realizou um pronunciamento ao país classificando o relatório como "fundamentalmente equivocado" e exigiu uma análise judicial das acusações de Mkhwebane.
Na reunião de cúpula da União Africana, ocorrida de 9 de fevereiro a 11 de fevereiro de 2020, Ramaphosa manifestou seu apoio à criação da Área Continental Africana de Livre Comércio, descrevendo-a como um mecanismo principal para reiniciar a industrialização e pavimentar o caminho à integração africana no mercado global. Ramaphosa também afirmou que o acordo de livre comércio tornará o continente de maneira geral como um dos atores do mercado global. Na pasta de questões sociais, o presidente sul-africano aproveitou a realização da cimeira para defender novamente medidas de promoção da igualdade de gênero.